# Gulgrøn brasenføde
Gulgrøn Brasenføde (Isoëtes echinospora) er en ulvefodsplante, der vokser som vandplante i klare søer på dybt eller lavt vand. Planten er i Danmark meget sjælden og derfor fredet. Den ligner Sortgrøn Brasenføde, men har gulgrønne, slappe blade og 0,5 millimeter store sporer, der er piggede på overfladen.

## Beskrivelse
Gulgrøn Brasenføde er en flerårig vandplante, der består af et tæt knippe gulgrønne, gennemskinnelige, slappe linjeformede blade med fire længdekanaler og tydelige tværvægge. Bladene er oftest lyse til hvide på det nederste stykke. Bladgrunden er stærkt udvidet og indeholder to forskellige slags sporehuse med henholdsvis talrige, mindre hanlige sporer og færre hunlige sporer, hvis overflade er forsynet med pigge. Arten kan ved første øjekast minde om et græs eller om andre små vandplanter som Strandbo.
Som ikke-synligt træk kan nævnes at bladknippet udgår fra en knoldformet stængel med trævlerod. Planten er 7-12 cm stor.

## Udbredelse
Gulgrøn Brasenføde er meget sjælden i Danmark, hvor den kun er kendt fra ganske få søer (bl.a. Madum Sø ved Skørping og Kvie Sø ved Ansager) med let surt vand i Nord- og Vestjylland. Planten vokser på 0,5-1,5 meters dybde i søer med sand-, grus- eller dyndbund. Planten er fredet i Danmark.
Den er almindelig i det øvrige Skandinavien.
| Portal | Portal:Botanik |